# Přístrojový transformátor
Přístrojový transformátor, též měřící transformátor, je malý elektrický stroj, který je používán jako měřicí převodník pro střídavé veličiny a zároveň jako galvanické oddělení. Princip činnosti je stejný jako u výkonových transformátorů, ale je požadován přesný převod a malá chyba úhlu. Dělí se na měřicí transformátory napětí (MTN) a měřicí transformátory proudu (MTP), případně existují i kombinované.

## Měřící transformátor proudu

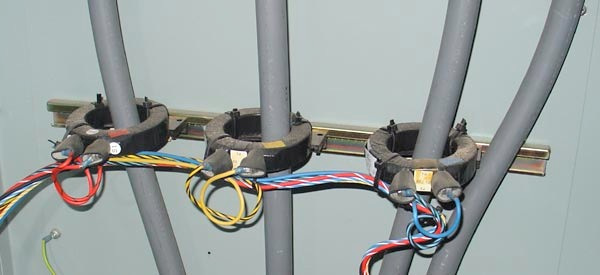
Přístrojový transformátor měřící odběr v trojfázové soustavě

U těchto transformátorů je primární vinutí (s menším počtem závitů, zpravidla s jedním) zapojeno do série s měřeným obvodem a sekundární vinutí (s vyšším počtem závitů) je připojeno k ampérmetru s co nejnižším vnitřním odporem Ri, aby MTP pracoval ve stavu nakrátko.
- výstupní napětí je měkké, transformátor nesmí pracovat bez zátěže
  - ⇒ musí být výstupní svorky zkratovány!
- při chodu naprázdno hrozí, že se vytvoří velký magnetizační tok
  - ⇒v sekundárním vinutí se indukuje vysoké napětí ⇒ možné proražení izolace
- normalizovaný výstupní proud je 1A a 5A (výjimečně 10) sdružené hodnoty soustavy určené k napájení ampérmetrů a proudových cívek wattmetrů
- z bezpečnostních důvodu (naidukování nebezpečného napětí na krytech nebo poruchy izolace) musí být jedna výstupní svorka uzemněna
- nadproudové číslo – udává násobek jmenovitého proudu, kdy v důsledku přesycení jádra magnetického obvodu dosáhne chyba měření proudu 10 %

## Měřící transformátor napětí

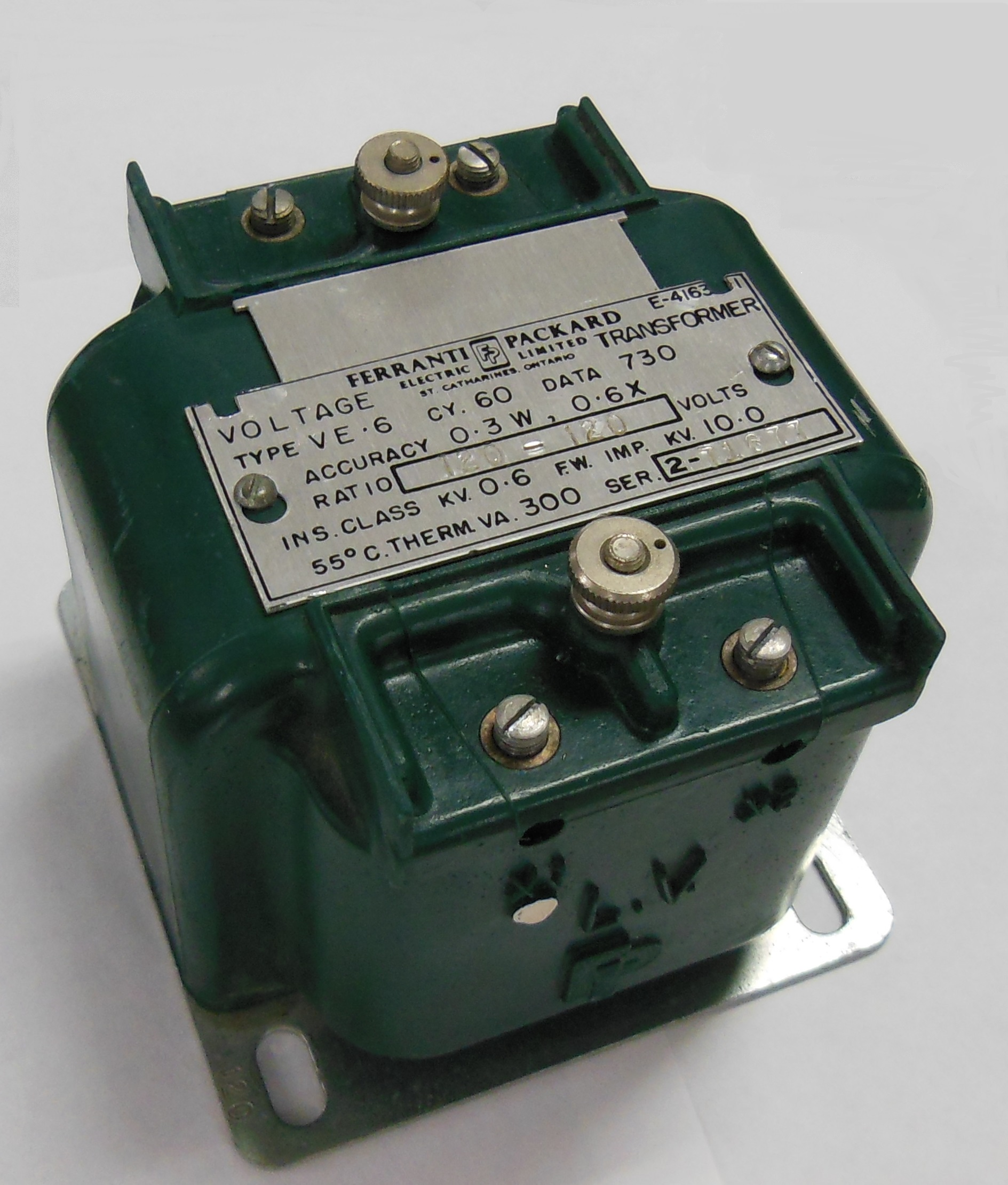
Oddělovací přístrojový transformátor (120V/120V)

U těchto transformátorů je primární vinutí (s vyšším počtem závitů) paralelně připojeno k měřenému obvodu s napětím (např. vysokým) a sekundární vinutí (s menším počtem závitů) k voltmetru s co nejvyšším vnitřním odporem Ri, aby MTN pracoval jako při stavu naprázdno.
- výstupní napětí je tvrdé, přechodně může pracovat bez zatížení, ale výstupní svorky nesmí být zkratovány
  - ⇒ sekundární obvod se musí jistit !
- normalizované výstupní napětí je 100 V (výjimečně 110 a 120) sdružené hodnoty soustavy určené k napájení voltmetrů a napěťových cívek wattmetrů
- z bezpečnostních důvodu (naidukování nebezpečného napětí na krytech nebo poruchy izolace) musí být jedna výstupní svorka uzemněna